# Jak przejąć kontrolę nad światem 2
Jak przejąć kontrolę nad światem 2 – zbiór felietonów Doroty Masłowskiej, który został wydany w 2020 w Krakowie przez Wydawnictwo Literackie. Stanowi kontynuację książki Jak przejąć kontrolę nad światem, nie wychodząc z domu wydanej w 2017.
Książka zawiera 10 felietonów publikowanych przez autorkę na stronie „Dwutygodnika”. W tekstach Masłowska prowadzi luźne rozważania na temat życia codziennego, różnic kulturowych i kultury popularnej, których punktem wyjścia są odbywane podróże, zarówno dalekie (np. na Kubę czy do Chin) jak i bliskie (na placówkę Poczty Polskiej) czy też bieżące wydarzenia (np. pandemia COVID-19 i Hot16Challenge).
Za opracowanie graficzne wydawnictwa odpowiedzialny był Maciej Chorąży.
Książka spotkała się z mieszanymi recenzjami, raczej pozytywnymi.